# さくら (新幹線)

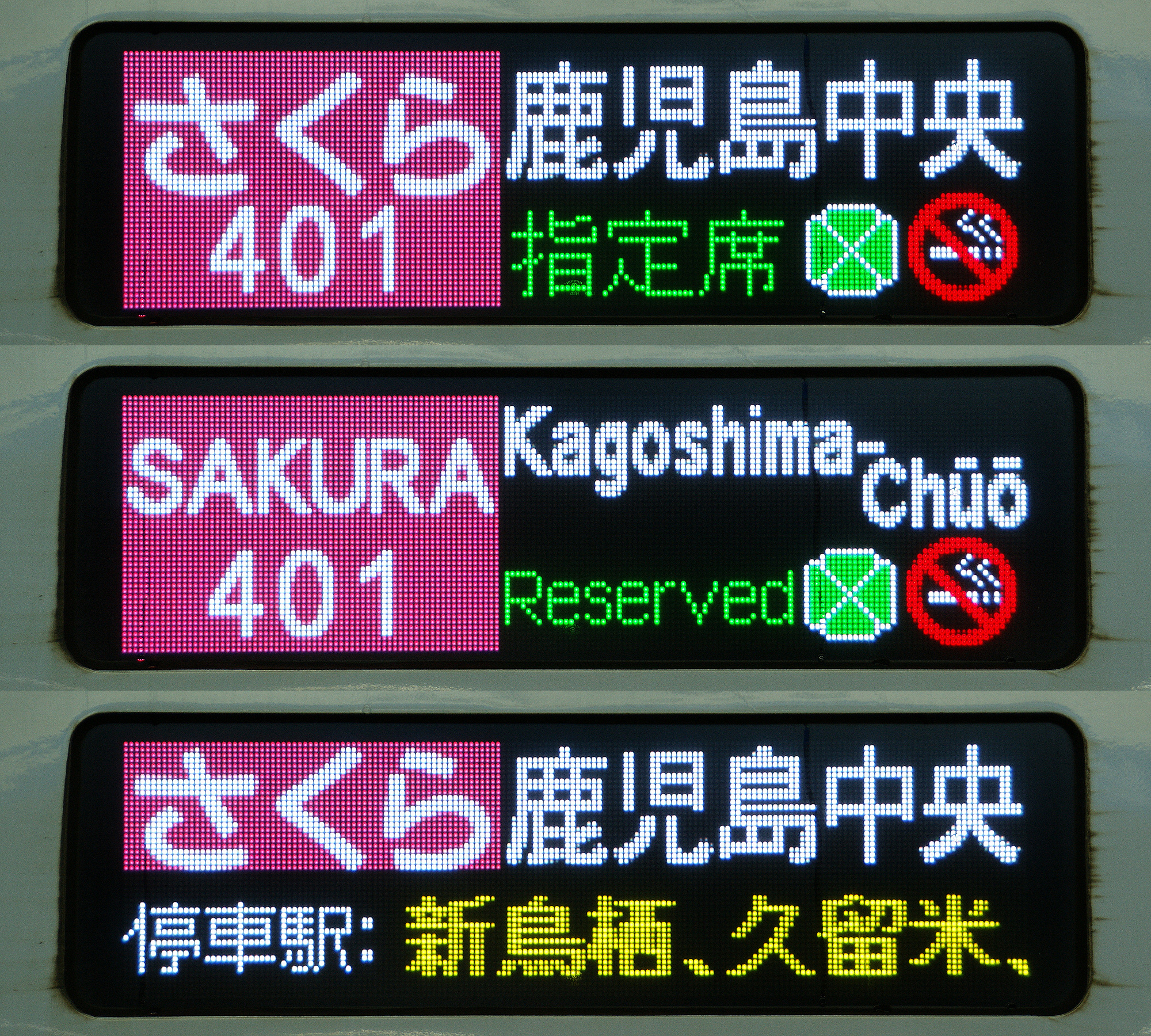
行先表示機などにおける案内ではピンク色が用いられる。

さくらは、西日本旅客鉄道（JR西日本）および九州旅客鉄道（JR九州）が山陽新幹線・九州新幹線の新大阪駅 - 鹿児島中央駅間で運行している特急列車の愛称である。案内表示ではピンク色が用いられる。

## 概要
2011年3月12日の九州新幹線（鹿児島ルート）全線開業と同時に山陽新幹線と九州新幹線で運行を開始、同時に両新幹線の直通運転を開始した。
「さくら」は大きく分けて、新大阪 - 鹿児島中央間など、博多駅を跨いで山陽新幹線と九州新幹線を直通運転する系統と、博多 - 鹿児島中央間など九州新幹線内で完結する系統に大別される。山陽新幹線のみで完結する列車は運行されておらず、同線内で完結する速達列車は「ひかり」として運行される。
九州新幹線では速達種別ごとに「みずほ」「さくら」「つばめ」の3本立てとなっており、「さくら」の愛称は「山陽新幹線直通、または九州新幹線区間で完結する速達列車」の位置づけ（東海道・山陽新幹線における「ひかり」と同等）となっている。この3種別の中では「さくら」の運転本数が最も多く、部分開業時から運行していた「つばめ」に代わり、九州新幹線の看板列車として運行されている。
山陽新幹線では「ひかりレールスター」に代わる列車として運行を開始した経緯から、従来の「ひかりレールスター」の停車パターンを踏襲している。運行開始当初は山陽新幹線直通の「さくら」に限り、「ひかりレールスター」と通しの号数が用いられていたが、2012年3月17日改正の際に分離され、540 - 70号台は山陽直通定期「さくら」、580号台は山陽直通臨時「さくら」専用の号数となった。

## 列車名の由来
九州新幹線が全線開業することを機に、2008年10月1日から11月30日までJR九州とJR西日本は九州新幹線と山陽新幹線を直通運転する列車名の公募を行った。その結果、新たな列車名は「さくら」とすることが2009年2月26日に発表された。「さくら」の名称は応募総数168,951通のうち最多となる7,927通を獲得し、直通運転用に開発された新車両N700系7000・8000番台のコンセプトである「日本の美しさ」に合致することからも選ばれた。

## 運行概況
日中の区間別の運行本数は、新大阪 - 博多間で毎時1 - 2本、博多 - 鹿児島中央間で毎時2本運行されている。九州新幹線区間では博多 - 鹿児島中央間で折り返す列車も設定されている。山陽新幹線区間の列車はすべて九州新幹線に直通する。かつては日中に博多 - 熊本間で運行する列車も設定されていたが、2014年3月改正で廃止され、2024年現在、定期列車では運行されていない。

### 停車駅
主たる運行系統としては、以下の2種類に大別される。詳細な停車パターンおよび本数は下表参照。
山陽・九州新幹線直通列車
新大阪 - 鹿児島中央間に1日16往復、新大阪 - 熊本間および広島 - 鹿児島中央間に1日1往復運転されている。朝夕を中心に運転される最速達列車「みずほ」8往復と合わせて、毎時1 - 2本、朝夕は毎時2 - 3往復の割合でダイヤが組まれている。
定期列車の停車パターンとしては、新大阪駅・新神戸駅・岡山駅・福山駅・広島駅・小倉駅・博多駅・新鳥栖駅・久留米駅・熊本駅・川内駅・鹿児島中央駅には全列車が停車し、さらに姫路駅・徳山駅・新山口駅・新下関駅のうち1 - 2駅に停車する。2023年3月改正からは、下り1本（547号）のみ西明石駅への停車が開始された。後述の九州新幹線内速達列車とあわせて日中毎時1本は熊本 - 鹿児島中央間で各駅に停車し、「つばめ」の代替の役割も果たす。また筑後船小屋駅・新大牟田駅・新玉名駅には鹿児島中央発着の上下各1本および熊本発着の上下各1本の計2往復が停車する。最速列車の所要時間は最速4時間0分で、停車駅数や時間帯により多少延びる。
このほか、2011年の夏季臨時列車として鹿児島中央 - 岡山間の上り列車が運行された。2023年3月改正の春季臨時列車から上り1本（582号）が三原駅への停車を開始した。
山陽新幹線内ではほとんどの列車が新大阪 - 博多間で先着するが、後続の「のぞみ」を待避する列車も一部存在する。
九州新幹線内速達列車
博多 - 鹿児島中央間に1日上り6本、下り8本運転。2012年3月改正で朝夕の鹿児島中央発着の列車の大半が山陽・九州新幹線直通列車となったため、運行される時間帯は日中の一部と早朝・夜間に限られている。博多 - 熊本間では新鳥栖駅・久留米駅に停車、熊本 - 鹿児島中央間は各駅に停車する。
当初、山陽新幹線方面へは基本的に博多駅で「のぞみ」と同一ホームで接続していたが、2012年3月改正で博多発着の定期「のぞみ」が削減され、山陽新幹線との乗り継ぎが不可能となったケースが発生した。
2012年3月までは上りの鹿児島中央 - 新下関間の列車、2014年3月までは博多 - 熊本間の、2023年3月までは新下関 - 鹿児島中央間の列車も設定されていた。

#### 現行（2023年3月18日ダイヤ改正）
| 号数                        | 運行本数＼駅     | 新大阪駅 | 新神戸駅 | 西明石駅 | 姫路駅 | 岡山駅 | 福山駅 | 広島駅 | 徳山駅 | 新山口駅 | 新下関駅 | 小倉駅 | 博多駅 | 新鳥栖駅 | 久留米駅 | 筑後船小屋駅 | 新大牟田駅 | 新玉名駅 | 熊本駅 | 新八代駅 | 新水俣駅 | 出水駅 | 川内駅 | 鹿児島中央駅 | 備考             |
| --------------------------- | ---------------- | -------- | -------- | -------- | ------ | ------ | ------ | ------ | ------ | -------- | -------- | ------ | ------ | -------- | -------- | ------------ | ---------- | -------- | ------ | -------- | -------- | ------ | ------ | ------------ | ---------------- |
| 400・402 - 405・407 - 409号 | 下り4本／上り4本 |          |          |          |        |        |        |        |        |          |          |        | ●      | ●        | ●        | －           | －         | －       | ●      | ●        | ●        | ●      | ●      | ●            |                  |
| 401・406号                  | 下り1本／上り1本 |          |          |          |        |        |        | ●      | ●      | ●        | ○        | ●      | ●      | ●        | ●        | －           | －         | －       | ●      | ●        | ●        | ●      | ●      | ●            | 上りは新下関通過 |
| 540 - 573号                 | 下り1本          | ●        | ●        | ●        | →      | ●      | ●      | ●      | →      | →        | →        | ●      | ●      | ●        | ●        | →            | →          | →        | ●      | →        | →        | →      | ●      | ●            | 547号            |
| 540 - 573号                 | 下り2本／上り3本 | ●        | ●        | －       | ●      | ●      | ●      | ●      | －     | ●        | －       | ●      | ●      | ●        | ●        | －           | －         | －       | ●      | －       | －       | －     | ●      | ●            |                  |
| 540 - 573号                 | 下り2本          | ●        | ●        | →        | ●      | ●      | ●      | ●      | ●      | →        | →        | ●      | ●      | ●        | ●        | →            | →          | →        | ●      | →        | →        | →      | ●      | ●            |                  |
| 540 - 573号                 | 下り2本／上り2本 | ●        | ●        | －       | －     | ●      | ●      | ●      | ●      | －       | －       | ●      | ●      | ●        | ●        | －           | －         | －       | ●      | －       | －       | －     | ●      | ●            |                  |
| 540 - 573号                 | 下り1本          | ●        | ●        | →        | →      | ●      | ●      | ●      | →      | →        | ●        | ●      | ●      | ●        | ●        | →            | →          | →        | ●      | →        | →        | →      | ●      | ●            |                  |
| 540 - 573号                 | 上り1本          | ●        | ●        | ←        | ●      | ●      | ●      | ●      | ←      | ←        | ●        | ●      | ●      | ●        | ●        | ←            | ←          | ←        | ●      | ←        | ←        | ←      | ●      | ●            |                  |
| 540 - 573号                 | 上り1本          | ●        | ●        | ←        | ←      | ●      | ●      | ●      | ●      | ←        | ●        | ●      | ●      | ●        | ●        | ←            | ←          | ←        | ●      | ←        | ←        | ←      | ●      | ●            |                  |
| 540 - 573号                 | 下り2本          | ●        | ●        | →        | ●      | ●      | ●      | ●      | ●      | →        | →        | ●      | ●      | ●        | ●        | →            | →          | →        | ●      | ●        | ●        | ●      | ●      | ●            |                  |
| 540 - 573号                 | 下り1本／上り1本 | ●        | ●        | －       | ●      | ●      | ●      | ●      | －     | ●        | －       | ●      | ●      | ●        | ●        | －           | －         | －       | ●      | ●        | ●        | ●      | ●      | ●            |                  |
| 540 - 573号                 | 下り1本／上り1本 | ●        | ●        | －       | ●      | ●      | ●      | ●      | －     | －       | ●        | ●      | ●      | ●        | ●        | －           | －         | －       | ●      | ●        | ●        | ●      | ●      | ●            |                  |
| 540 - 573号                 | 下り1本／上り2本 | ●        | ●        | －       | －     | ●      | ●      | ●      | ●      | －       | －       | ●      | ●      | ●        | ●        | －           | －         | －       | ●      | ●        | ●        | ●      | ●      | ●            |                  |
| 540 - 573号                 | 下り1本          | ●        | ●        | →        | →      | ●      | ●      | ●      | →      | ●        | →        | ●      | ●      | ●        | ●        | →            | →          | ●        | ●      | ●        | ●        | ●      | ●      | ●            |                  |
| 540 - 573号                 | 下り1本          | ●        | ●        | →        | ●      | ●      | ●      | ●      | →      | ●        | →        | ●      | ●      | ●        | ●        | →            | ●          | →        | ●      | ●        | ●        | ●      | ●      | ●            |                  |
| 540 - 573号                 | 下り1本          | ●        | ●        | →        | ●      | ●      | ●      | ●      | ●      | →        | →        | ●      | ●      | ●        | ●        | ●            | →          | →        | ●      | ●        | ●        | ●      | ●      | ●            |                  |
| 540 - 573号                 | 下り1本          | ●        | ●        | →        | ●      | ●      | ●      | ●      | →      | ●        | →        | ●      | ●      | ●        | ●        | ●            | ●          | ●        | ●      |          |          |        |        |              | さくら573号      |
| 540 - 573号                 | 上り1本          | ●        | ●        | ←        | ←      | ●      | ●      | ●      | ←      | ●        | ●        | ●      | ●      | ●        | ●        | ●            | ●          | ●        | ●      |          |          |        |        |              | さくら540号      |
| 540 - 573号                 | 上り1本          | ●        | ●        | ←        | ←      | ●      | ●      | ●      | ●      | ←        | ←        | ●      | ●      | ●        | ●        | ●            | ←          | ←        | ●      | ●        | ●        | ●      | ●      | ●            |                  |
| 540 - 573号                 | 上り1本          | ●        | ●        | ←        | ←      | ●      | ●      | ●      | ●      | ←        | ←        | ●      | ●      | ●        | ●        | ←            | ●          | ←        | ●      | ●        | ●        | ●      | ●      | ●            |                  |
| 540 - 573号                 | 上り1本          | ●        | ●        | ←        | ←      | ●      | ●      | ●      | ●      | ←        | ←        | ●      | ●      | ●        | ●        | ←            | ←          | ●        | ●      | ●        | ●        | ●      | ●      | ●            |                  |
| 540 - 573号                 | 上り1本          | ●        | ●        | ←        | ←      | ●      | ●      | ●      | ●      | ●        | ←        | ●      | ●      | ●        | ●        | ←            | ←          | ←        | ●      | ●        | ●        | ●      | ●      | ●            |                  |
| 540 - 573号                 | 上り1本          | ●        | ●        | ←        | ←      | ●      | ●      | ●      | ●      | ←        | ●        | ●      | ●      | ●        | ●        | ←            | ←          | ←        | ●      | ●        | ●        | ●      | ●      | ●            |                  |

- ●：停車
- ○：下りのみ停車
- －、←：通過

#### 停車駅の変遷

##### 2014年3月15日ダイヤ改正
| 号数        | 運行本数＼駅     | 新大阪駅 | 新神戸駅 | 姫路駅 | 岡山駅 | 福山駅 | 広島駅 | 徳山駅 | 新山口駅 | 新下関駅 | 小倉駅 | 博多駅 | 新鳥栖駅 | 久留米駅 | 筑後船小屋駅 | 新大牟田駅 | 新玉名駅 | 熊本駅 | 新八代駅 | 新水俣駅 | 出水駅 | 川内駅 | 鹿児島中央駅 | 備考                                                              |
| ----------- | ---------------- | -------- | -------- | ------ | ------ | ------ | ------ | ------ | -------- | -------- | ------ | ------ | -------- | -------- | ------------ | ---------- | -------- | ------ | -------- | -------- | ------ | ------ | ------------ | ----------------------------------------------------------------- |
| 400 - 417号 | 下り9本／上り7本 |          |          |        |        |        |        |        |          | ○        | ○      | ●      | ●        | ●        | －           | －         | －       | ●      | ●        | ●        | ●      | ●      | ●            | 下り1本新下関発                                                   |
| 400 - 417号 | 上り1本          |          |          |        |        |        |        |        |          |          |        | ●      | ●        | ●        | ←            | ←          | ←        | ●      | ←        | ←        | ←      | ●      | ●            |                                                                   |
| 451・458号  | 下り1本          |          |          |        |        |        | ●      | ●      | ●        | ●        | ●      | ●      | ●        | ●        | →            | →          | →        | ●      | →        | →        | →      | ●      | ●            |                                                                   |
| 451・458号  | 上り1本          |          |          |        |        |        | ●      | ●      | ●        | ←        | ●      | ●      | ●        | ●        | ←            | ←          | ←        | ●      | ●        | ●        | ●      | ●      | ●            |                                                                   |
| 540 - 573号 | 下り1本／上り1本 | ●        | ●        | －     | ●      | ●      | ●      | －     | ●        | ●        | ●      | ●      | ●        | ●        | ●            | ●          | ●        | ●      |          |          |        |        |              |                                                                   |
| 540 - 573号 | 下り8本／上り7本 | ●        | ●        | －     | ●      | ●      | ●      | ○      | ○        | ○        | ●      | ●      | ●        | ●        | －           | －         | －       | ●      | －       | －       | －     | ●      | ●            | 上り1本は新下関、上り1本は徳山に停車 それ以外はすべて新山口に停車 |
| 540 - 573号 | 下り2本          | ●        | ●        | ●      | ●      | ●      | ●      | ○      | →        | →        | ●      | ●      | ●        | ●        | →            | →          | →        | ●      | →        | →        | →      | ●      | ●            | 1本は徳山停車                                                     |
| 540 - 573号 | 下り1本／上り2本 | ●        | ●        | ●      | ●      | ●      | ●      | －     | －       | ○        | ●      | ●      | ●        | ●        | －           | －         | －       | ●      | ●        | ●        | ●      | ●      | ●            | 下り1本は新下関通過                                               |
| 540 - 573号 | 下り2本／上り3本 | ●        | ●        | ●      | ●      | ●      | ●      | ○      | ●        | －       | ●      | ●      | ●        | ●        | －           | －         | －       | ●      | ●        | ●        | ●      | ●      | ●            | 上り1本は徳山停車                                                 |
| 540 - 573号 | 下り1本／上り1本 | ●        | ●        | ●      | ●      | ○      | ●      | ●      | －       | －       | ●      | ●      | ●        | ●        | －           | －         | －       | ●      | ●        | ●        | ●      | ●      | ●            | 上り1本は福山通過                                                 |
| 540 - 573号 | 下り1本／上り1本 | ●        | ●        | ●      | ●      | ●      | ●      | ●      | －       | －       | ●      | ●      | ●        | ●        | －           | －         | ●        | ●      | ●        | ●        | ●      | ●      | ●            |                                                                   |
| 540 - 573号 | 下り1本／上り1本 | ●        | ●        | ●      | ●      | ●      | ●      | ○      | ○        | －       | ●      | ●      | ●        | ●        | －           | ●          | －       | ●      | ●        | ●        | ●      | ●      | ●            | 下りは新山口停車 上りは徳山停車                                   |
| 540 - 573号 | 下り1本／上り1本 | ●        | ●        | ●      | ●      | ●      | ●      | ○      | ○        | －       | ●      | ●      | ●        | ●        | ●            | －         | －       | ●      | ●        | ●        | ●      | ●      | ●            | 下りは徳山停車 上りは新山口停車                                   |

- ●：すべて停車
- ○：一部のみ停車
- －：すべて通過

##### 2013年3月16日ダイヤ改正
- 2012年3月17日のダイヤ改正で、JR西日本のN700系の増備完了に伴い、山陽・九州新幹線列車が増発された。
- 2013年3月16日のダイヤ改正で、広島 - 鹿児島中央間の列車が設定された。

| 号数        | 運行本数＼駅     | 新大阪駅 | 新神戸駅 | 姫路駅 | 岡山駅 | 福山駅 | 広島駅 | 徳山駅 | 新山口駅 | 新下関駅 | 小倉駅 | 博多駅 | 新鳥栖駅 | 久留米駅 | 筑後船小屋駅 | 新大牟田駅 | 新玉名駅 | 熊本駅 | 新八代駅 | 新水俣駅 | 出水駅 | 川内駅 | 鹿児島中央駅 | 備考                          |
| ----------- | ---------------- | -------- | -------- | ------ | ------ | ------ | ------ | ------ | -------- | -------- | ------ | ------ | -------- | -------- | ------------ | ---------- | -------- | ------ | -------- | -------- | ------ | ------ | ------------ | ----------------------------- |
| 300 - 309号 | 下り5本／上り5本 |          |          |        |        |        |        |        |          |          |        | ●      | ●        | ●        | －           | －         | －       | ●      |          |          |        |        |              |                               |
| 400 - 417号 | 下り7本／上り5本 |          |          |        |        |        |        |        |          | ○        | ○      | ●      | ●        | ●        | －           | －         | －       | ●      | ●        | ●        | ●      | ●      | ●            | 下り1本新下関発               |
| 400 - 417号 | 下り2本／上り2本 |          |          |        |        |        |        |        |          |          |        | ●      | ●        | －       | －           | －         | －       | ●      | ●        | ●        | ●      | ●      | ●            |                               |
| 400 - 417号 | 上り1本          |          |          |        |        |        |        |        |          |          |        | ●      | ●        | ●        | ←            | ←          | ←        | ●      | ←        | ←        | ←      | ●      | ●            |                               |
| 400 - 417号 | 上り1本          |          |          |        |        |        |        |        |          |          |        | ●      | ←        | ●        | ←            | ←          | ←        | ●      | ●        | ●        | ●      | ●      | ●            |                               |
| 451・458号  | 下り1本          |          |          |        |        |        | ●      | ●      | ●        | ●        | ●      | ●      | ●        | →        | →            | →          | →        | ●      | →        | →        | →      | ●      | ●            |                               |
| 451・458号  | 上り1本          |          |          |        |        |        | ●      | ●      | ●        | ←        | ●      | ●      | ●        | ●        | ←            | ←          | ←        | ●      | ●        | ●        | ●      | ●      | ●            |                               |
| 540 - 575号 | 上り1本          | ●        | ●        | ←      | ●      | ●      | ●      | ←      | ●        | ●        | ●      | ●      | ●        | ●        | ●            | ●          | ●        | ●      |          |          |        |        |              |                               |
| 540 - 575号 | 下り3本／上り3本 | ●        | ●        | －     | ●      | ●      | ●      | －     | ●        | －       | ●      | ●      | ○        | ●        | －           | －         | －       | ●      | －       | －       | －     | ●      | ●            | 下り1本新鳥栖停車             |
| 540 - 575号 | 下り1本          | ●        | ●        | →      | ●      | ●      | ●      | →      | ●        | →        | ●      | ●      | ●        | →        | →            | →          | →        | ●      | →        | →        | →      | ●      | ●            |                               |
| 540 - 575号 | 上り1本          | ●        | ●        | ←      | ●      | ●      | ●      | ←      | ←        | ●        | ●      | ●      | ←        | ●        | ←            | ←          | ←        | ●      | ←        | ←        | ←      | ●      | ●            |                               |
| 540 - 575号 | 下り1本／上り1本 | ●        | ●        | －     | ●      | ●      | ●      | ●      | －       | －       | ●      | ●      | －       | ●        | －           | －         | －       | ●      | －       | －       | －     | ●      | ●            |                               |
| 540 - 575号 | 下り2本          | ●        | ●        | ●      | ●      | ●      | ●      | →      | ○        | →        | ●      | ●      | →        | ●        | →            | →          | →        | ●      | →        | →        | →      | ●      | ●            | 下り1本新山口停車             |
| 540 - 575号 | 下り1本／上り1本 | ●        | ●        | ●      | ●      | ●      | ●      | －     | －       | －       | ●      | ●      | ○        | ○        | ●            | －         | －       | ●      | －       | －       | －     | ●      | ●            | 下り新鳥栖停車 上り久留米停車 |
| 540 - 575号 | 下り1本／上り1本 | ●        | ●        | ●      | ●      | ●      | ●      | ○      | ○        | －       | ●      | ●      | －       | ●        | －           | ●          | －       | ●      | －       | －       | －     | ●      | ●            | 下り徳山停車 上り新山口停車   |
| 540 - 575号 | 下り1本／上り1本 | ●        | ●        | ●      | ●      | ●      | ●      | －     | －       | －       | ●      | ●      | ○        | ○        | －           | －         | ●        | ●      | －       | －       | －     | ●      | ●            | 下り久留米停車 上り新鳥栖停車 |
| 540 - 575号 | 下り2本／上り2本 | ●        | ●        | ○      | ●      | ●      | ●      | －     | ●        | －       | ●      | ●      | －       | ●        | －           | －         | －       | ●      | ●        | ●        | ●      | ●      | ●            | 下り1本姫路通過               |
| 540 - 575号 | 下り1本／上り1本 | ●        | ●        | ●      | ●      | ●      | ●      | －     | ●        | －       | ●      | ●      | ●        | －       | －           | －         | －       | ●      | ●        | ●        | ●      | ●      | ●            |                               |
| 540 - 575号 | 下り1本／上り1本 | ●        | ●        | ●      | ●      | ●      | ●      | ●      | －       | －       | ●      | ●      | －       | ●        | －           | －         | －       | ●      | ●        | ●        | ●      | ●      | ●            |                               |
| 540 - 575号 | 下り2本／上り2本 | ●        | ●        | ●      | ●      | ○      | ●      | ●      | －       | －       | ●      | ●      | ●        | －       | －           | －         | －       | ●      | ●        | ●        | ●      | ●      | ●            | 上り1本は福山通過             |
| 540 - 575号 | 下り2本／上り1本 | ●        | ●        | ●      | ●      | ●      | ●      | －     | －       | ●        | ●      | ●      | －       | ●        | －           | －         | －       | ●      | ●        | ●        | ●      | ●      | ●            |                               |
| 540 - 575号 | 上り1本          | ●        | ●        | ●      | ●      | ●      | ●      | ←      | ←        | ●        | ●      | ●      | ●        | ←        | ←            | ←          | ←        | ●      | ●        | ●        | ●      | ●      | ●            |                               |
| 540 - 575号 | 上り1本          | ●        | ●        | ●      | ●      | ●      | ●      | ●      | ●        | ←        | ●      | ●      | ●        | ←        | ←            | ←          | ←        | ●      | ●        | ●        | ●      | ●      | ●            |                               |

- ●：すべて停車
- ○：一部停車
- －：すべて通過

##### 2011年3月12日ダイヤ改正
運行開始。このとき、山陽・九州新幹線直通列車で使用されるN700系（8両編成）のJR西日本分の編成が増備途中であったため、山陽・九州新幹線直通列車は新大阪 - 鹿児島中央間で1日11往復、1時間あたり1本の割合で運転されていた。
| 号数        | 運行本数＼駅     | 新大阪駅 | 新神戸駅 | 姫路駅 | 岡山駅 | 福山駅 | 広島駅 | 徳山駅 | 新山口駅 | 新下関駅 | 小倉駅 | 博多駅 | 新鳥栖駅 | 久留米駅 | 筑後船小屋駅 | 新大牟田駅 | 新玉名駅 | 熊本駅 | 新八代駅 | 新水俣駅 | 出水駅 | 川内駅 | 鹿児島中央駅 | 備考                                                |
| ----------- | ---------------- | -------- | -------- | ------ | ------ | ------ | ------ | ------ | -------- | -------- | ------ | ------ | -------- | -------- | ------------ | ---------- | -------- | ------ | -------- | -------- | ------ | ------ | ------------ | --------------------------------------------------- |
| 301 - 313号 | 下り7本／上り7本 |          |          |        |        |        |        |        |          |          |        | ●      | ●        | ●        | －           | －         | －       | ●      |          |          |        |        |              |                                                     |
| 400 - 431号 | 下り3本／上り3本 |          |          |        |        |        |        |        |          |          |        | ●      | ●        | ●        | －           | －         | －       | ●      | ●        | ●        | ●      | ●      | ●            |                                                     |
| 400 - 431号 | 下り9本／上り8本 |          |          |        |        |        |        |        |          | ○        | ○      | ●      | ●        | －       | －           | －         | －       | ●      | ●        | ●        | ●      | ●      | ●            | 下り2本は新下関発                                   |
| 400 - 431号 | 下り4本／上り5本 |          |          |        |        |        |        |        |          | ○        | ○      | ●      | －       | ●        | －           | －         | －       | ●      | ○        | ○        | ○      | ●      | ●            | 上り2本は新下関行 下り1本は新八代・新水俣・出水通過 |
| 543 - 580号 | 下り3本／上り4本 | ●        | ●        | ○      | ●      | ●      | ●      | －     | ●        | －       | ●      | ●      | －       | ●        | －           | －         | －       | ●      | －       | －       | －     | ●      | ●            | 下り1本は姫路停車                                   |
| 543 - 580号 | 下り2本／上り1本 | ●        | ●        | ○      | ●      | ●      | ●      | ○      | －       | －       | ●      | ●      | －       | ●        | －           | －         | －       | ●      | －       | －       | －     | ●      | ●            | 下りは姫路停車 上りは徳山停車                       |
| 543 - 580号 | 下り1本／上り1本 | ●        | ●        | －     | ●      | ●      | ●      | －     | －       | ●        | ●      | ●      | －       | ●        | －           | －         | －       | ●      | －       | －       | －     | ●      | ●            |                                                     |
| 543 - 580号 | 下り1本／上り1本 | ●        | ●        | ●      | ●      | ●      | ●      | －     | －       | －       | ●      | ●      | ●        | －       | ●            | －         | －       | ●      | －       | －       | －     | ●      | ●            |                                                     |
| 543 - 580号 | 下り1本／上り1本 | ●        | ●        | －     | ●      | ●      | ●      | ○      | ○        | －       | ●      | ●      | －       | ●        | －           | ●          | －       | ●      | －       | －       | －     | ●      | ●            | 下りは徳山停車 上りは新山口停車                     |
| 543 - 580号 | 下り1本／上り1本 | ●        | ●        | ○      | ●      | ●      | ●      | －     | ○        | －       | ●      | ●      | ●        | －       | －           | －         | ●        | ●      | －       | －       | －     | ●      | ●            | 下りは新山口停車 上りは姫路停車                     |
| 543 - 580号 | 下り1本／上り1本 | ●        | ●        | ●      | ●      | ●      | ●      | －     | ●        | －       | ●      | ●      | ●        | －       | －           | －         | －       | ●      | ●        | ●        | ●      | ●      | ●            |                                                     |
| 543 - 580号 | 下り1本          | ●        | ●        | →      | ●      | ●      | ●      | →      | ●        | →        | ●      | ●      | →        | ●        | →            | →          | →        | ●      | ●        | ●        | ●      | ●      | ●            |                                                     |
| 543 - 580号 | 上り1本          | ●        | ●        | ←      | ●      | ●      | ●      | ←      | ●        | ●        | ●      | ●      | ●        | ●        | ●            | ●          | ●        | ●      |          |          |        |        |              |                                                     |
| 停車本数    | 停車本数         | 22       | 22       | 8      | 22     | 22     | 22     | 2      | 13       | 7        | 26     | 64     | 44       | 45       | 3            | 3          | 3        | 64     | 30       | 30       | 30     | 50     | 50           |                                                     |

1. ↑  号数は新大阪 - 博多間の「ひかりレールスター」（542 - 582号）との通し番号が割り当てられていた。

- ●：すべて停車
- ○：一部停車
- －：すべて通過

### 所要時間
主要駅間の所要時間は以下のとおり。ただし通過列車待ち合わせや停車駅により、列車によって多少の差がある。
| 主要駅との標準所要時間表（途中各駅停車となる列車は除く） |             |             |             |        |            |
| \| 約50分 \| 岡山 \| \| \| \| \| \| 約1時間30分 \| 約40分 \| 広島 \| \| \| \| \| 約2時間35分 \| 約1時間55分 \| 約1時間5分 \| 博多 \| \| \| \| 約3時間15分 \| 約2時間35分 \| 約1時間45分 \| 約40分 \| 熊本 \| \| \| 約4時間5分 \| 約3時間25分 \| 約2時間35分 \| 約1時間30分 \| 約50分 \| 鹿児島中央 \| |             |             |             |        |            |
| 新大阪 |             |             |             |        |            |
| 約50分 | 岡山        |             |             |        |            |
| 約1時間30分 | 約40分      | 広島        |             |        |            |
| 約2時間35分 | 約1時間55分 | 約1時間5分  | 博多        |        |            |
| 約3時間15分 | 約2時間35分 | 約1時間45分 | 約40分      | 熊本   |            |
| 約4時間5分 | 約3時間25分 | 約2時間35分 | 約1時間30分 | 約50分 | 鹿児島中央 |

## 使用車両・編成
車両は、N700系7000・8000番台、および800系が使用されている。N700系の色は薄い水色になっている。
記号凡例
G=グリーン車指定席
指＝普通車指定席
自＝普通車自由席
S＝喫煙ルーム

### N700系（8両編成）
主に山陽・九州新幹線直通列車と、博多 - 鹿児島中央間で運行する列車に充当されている。山陽新幹線と九州新幹線を直通する列車はすべてN700系で運行されている。
直通運転を実施するにあたり、JR西日本とJR九州の共同で開発された。JR西日本・JR東海共同開発のN700系0・3000番台をベースにしているが、九州新幹線の最急勾配35‰での走行性能を確保するために全電動車となり、輸送力の適正化の観点から8両編成となっている。
車内は「ひかりレールスター」（700系7000番台）のインテリアを踏襲しており、1 - 3号車が2列＋3列シートの自由席、4 - 8号車（6号車は一部）が2列＋2列シートの指定席となっている。6号車には「ひかりレールスター」には設けられなかったグリーン車が用意されている一方で、「ひかりレールスター」にあったコンパートメントは用意されていない。

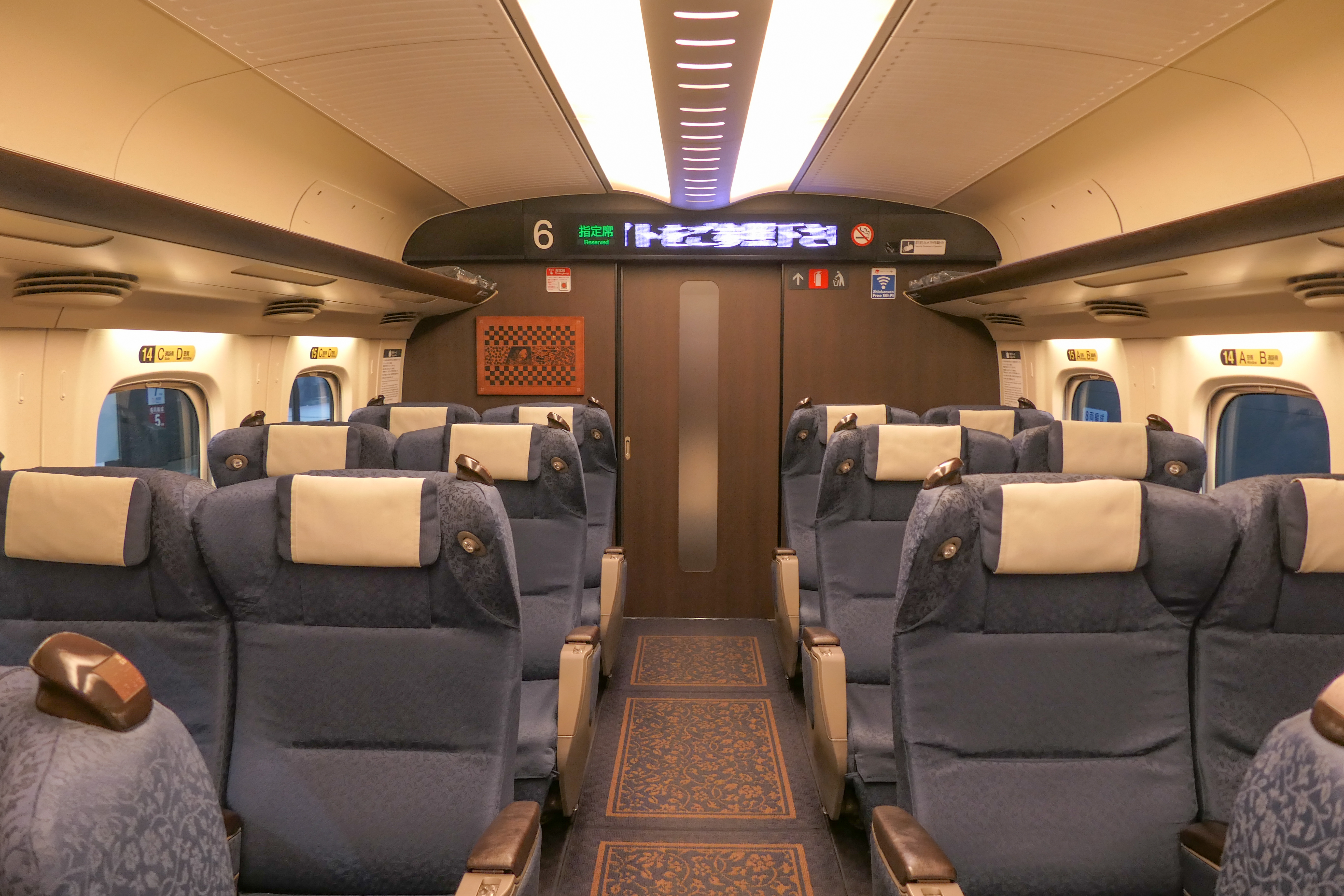
グリーン席
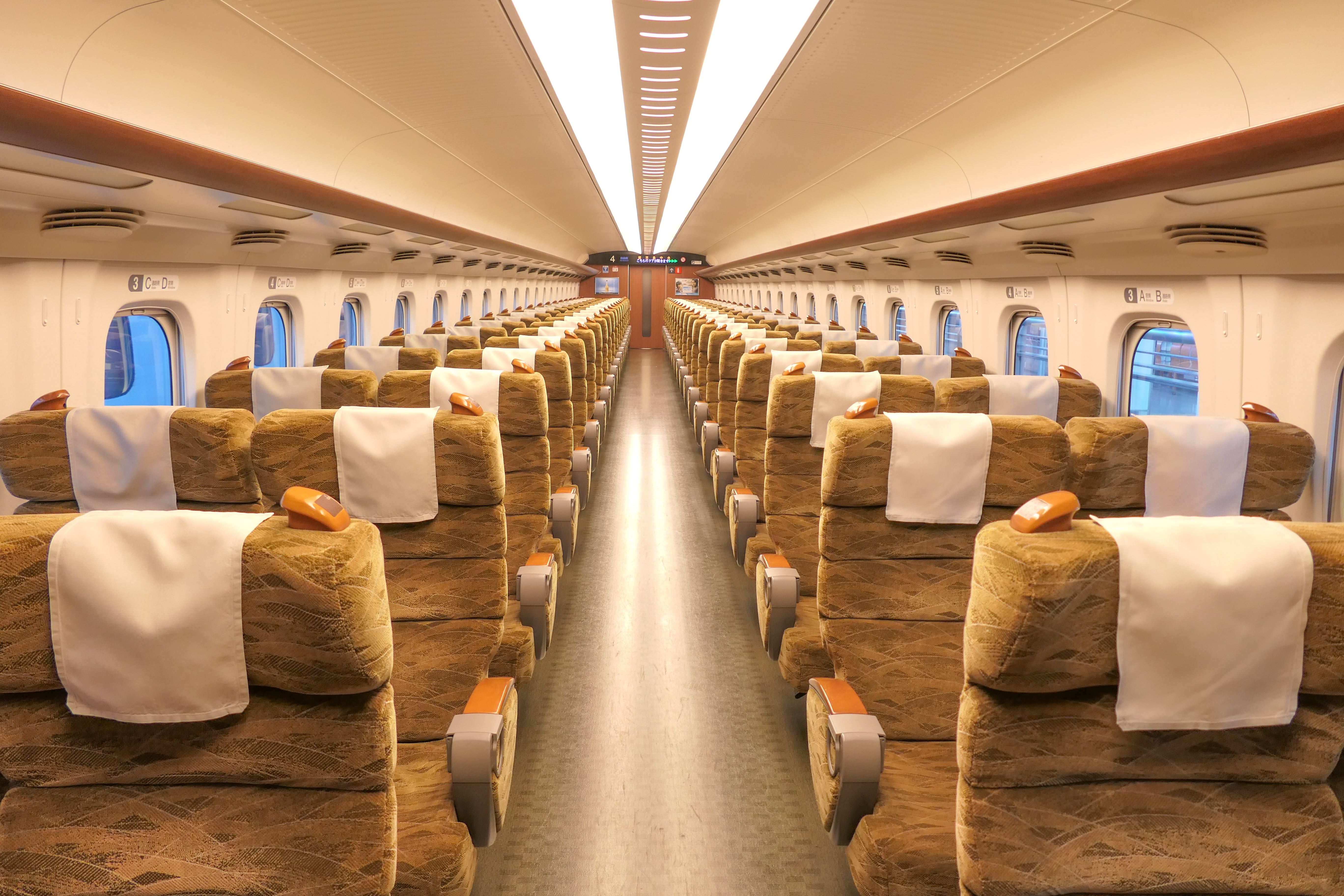
普通車指定席
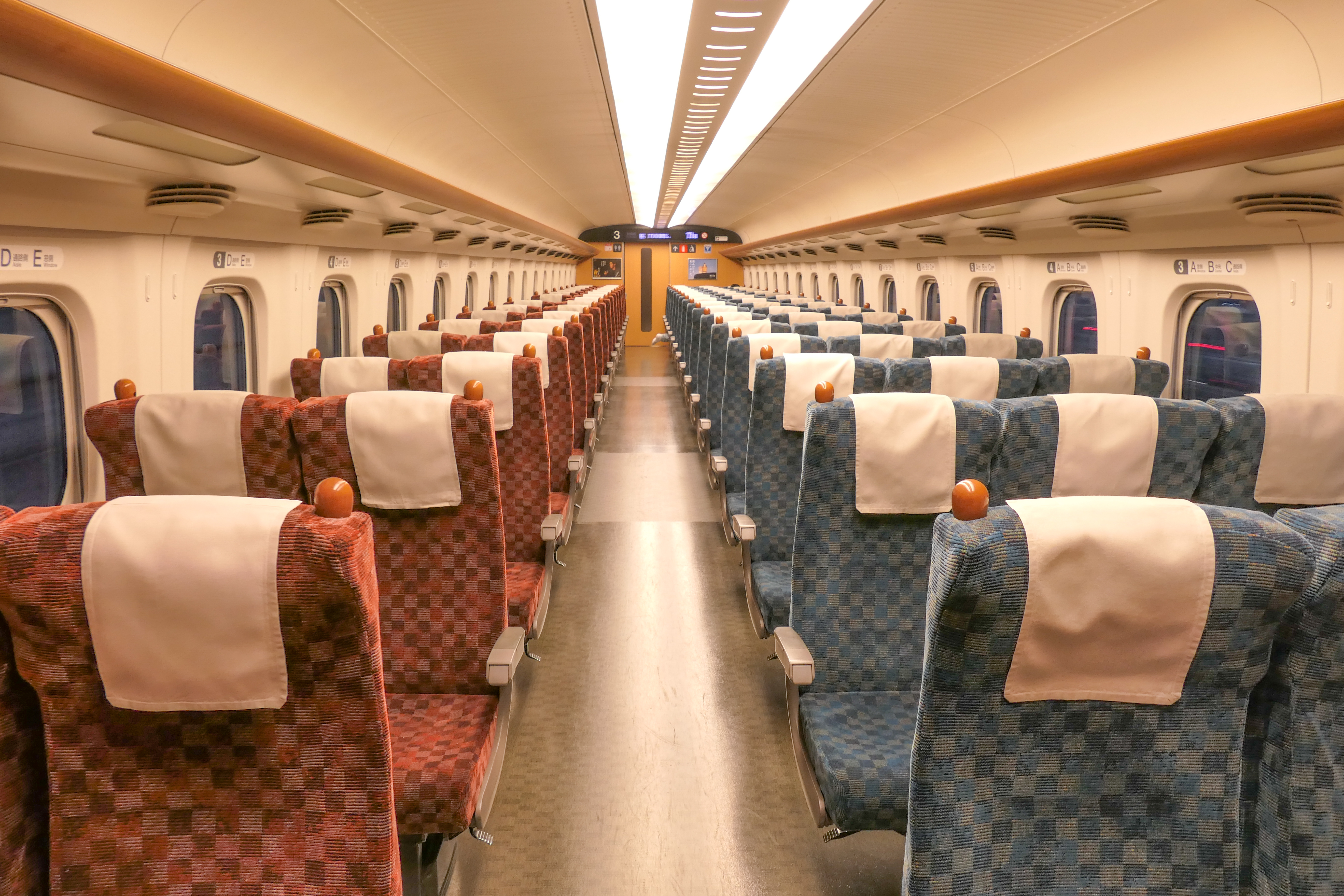
普通車自由席

### 800系
800系で運行する「さくら」は、現在のところ九州新幹線内の博多 - 鹿児島中央間で折り返す一部列車でのみ運用されており、山陽新幹線には乗り入れていない。当初は新下関発着の列車に使用する計画だったが、最終的には見送られた。

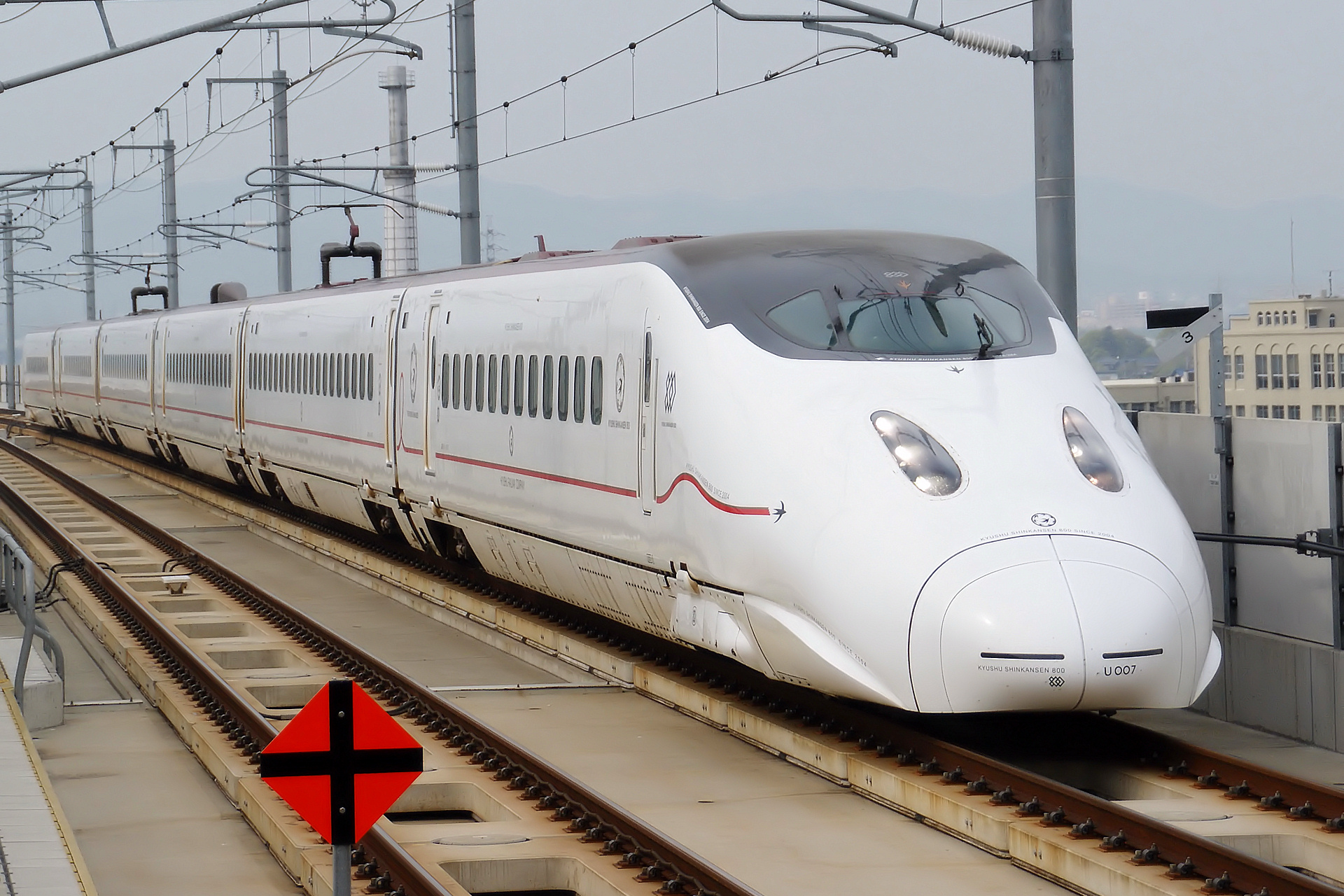
800系

## 沿革
- 2011年（平成23年）3月12日：九州新幹線の全線開業に伴い、山陽・九州新幹線新大阪 - 鹿児島中央間で運行開始。既存の800系に加え、新たに開発されたN700系（7000・8000番台）を充当。新大阪 - 鹿児島中央間最速4時間10分。
  - 新大阪 - 鹿児島中央間を直通する「さくら」を11往復、「みずほ」を4往復、計15往復、毎時1本運行。これに伴い、山陽新幹線「ひかりレールスター」の運転本数を縮小。
  - 九州新幹線内の主要駅間は、九州新幹線内（新下関発着列車を含む）のみで運行される「さくら」も合わせて博多 - 熊本間で毎時3本、博多 - 鹿児島中央間で毎時2本運行。
- 2012年（平成24年）3月17日：ダイヤ改正[8]。
  - 新大阪 - 鹿児島中央間を直通する列車を、朝夕を中心に「さくら」を7往復、「みずほ」を1往復増発し、朝夕の直通列車を毎時2 - 3往復に拡大。
  - 直通列車の増発に伴い、九州新幹線内で完結する「さくら」6往復を削減、山陽新幹線内で完結する「ひかり（ひかりレールスター）」を2往復に縮小。
  - 新八代駅付近の徐行運転区間解除などに伴い、新大阪 - 鹿児島中央間の所要時間を短縮。最速4時間6分。
  - 鹿児島中央発新下関行きの上り「さくら」を廃止。
- 2013年（平成25年）3月16日：ダイヤ改正。
  - 山陽新幹線管内のダイヤ調整（「ひかりレールスター」用ダイヤとの兼用を改め、N700系用ダイヤを設定）により、新大阪 - 博多間の所要時間を短縮することで、新大阪 - 鹿児島中央間の所要時間を短縮。最速4時間1分。
  - 広島発着の列車を1往復設定。定期列車として初めて広島発着の「さくら」が設定される。
  - 福山駅を通過する列車を新たに設定（「さくら552号」[注 4]）。
  - 平日昼間の利用客が少ない博多 - 熊本間の「さくら」を4本削減。
- 2014年（平成26年）3月15日：ダイヤ改正[9]。
  - 「さくら」の全列車が新鳥栖駅と久留米駅に停車。これにより最速列車の所要時間が1分延びて4時間2分となる。
  - 山陽新幹線直通の「さくら」1往復を「みずほ」に置き換え。
  - 乗車率の低迷を理由に博多 - 熊本発着の「さくら」をすべて廃止。九州新幹線内完結の定期「さくら」は博多 - 鹿児島中央発着列車のみとなる。
- 2016年（平成28年）
  - 4月14日：熊本地震発生に伴い、九州新幹線区間で運転見合わせ。これ以降九州新幹線全線再開まで、「さくら」は全列車が博多発着となり、山陽新幹線内折り返し運行となる。
  - 4月28日：九州新幹線の全線運転再開に伴い、九州新幹線内での運行を再開。ただし、地震での被害が大きかった熊本 - 新八代間の速度制限による車両運用の都合上「変更ダイヤ」での運行となり、「さくら」は一部の鹿児島中央発着列車を除き、大半の列車が熊本発着で運行。
  - 7月4日：通常ダイヤと同じ本数、運行区間に戻る。
- 2017年（平成29年）3月4日：ダイヤ改正
  - 新大阪発の九州新幹線直通最終列車として、夜間に新大阪発熊本止の「さくら」が設定される。定期列車としては初めて山陽新幹線区間発の熊本止が設定される[注 5]。
  - 山陽新幹線内における新ATCの使用開始に伴い、山陽新幹線内の所要時間が短縮される。これにより最速列車の所要時間が4時間ちょうどとなり、「みずほ」に続き当初の目標とされていた所要時間4時間以内が達成された。
- 2019年（平成31年）3月16日：ダイヤ改正
  - 九州新幹線内における車内販売を全廃。
- 2020年（令和2年）3月14日：ダイヤ改正
  - 臨時列車で西明石駅への停車（上り1本）が新規設定[10]。ただし。新型コロナウイルス感染症（COVID-19）の流行拡大に伴い春期間は運休。
- 2022年（令和4年）3月12日：ダイヤ改正
  - 新大阪発着の「さくら」のうち、4往復が毎日運転の臨時列車になる。
- 2023年（令和5年）3月18日：ダイヤ改正
  - 定期列車で西明石駅への停車（下り1本のみ）が新規設定。
  - 臨時列車で三原駅への停車（上り1本）が新規設定。
  - 新下関始発の「さくら」が「つばめ」との統合により、廃止される。
  - 一部の駅において途中駅待避が解消されている。

## 事故・事件・運休
- 2015年8月8日、新大阪発鹿児島中央行「さくら561号」が小倉 - 博多間を走行中に床下機器を覆うカバーが脱落し3号車の側面に衝突、女性客が負傷する事故が発生している。日本の鉄道事故 (2000年以降)#山陽新幹線部品脱落事故を参照。
- 2020年（令和2年）3月20日 - 5月6日：新型コロナウイルス感染症（COVID-19）の流行による利用客減少により、3月20日 - 4月5日に博多 - 鹿児島中央間で臨時列車として運転予定されていた「さくら」19本の運転を取りやめ[11][12]。また、4月6日 - 5月6日間で、山陽新幹線直通「さくら」を含め、93本を更に追加[13]。5月7日 - 31日間で15本を追加[14]。
- 2021年11月8日午前8時40分頃、九州新幹線熊本駅 - 新八代駅間で走行中の「さくら401号」の3号車で、福岡市在住の69歳男が通路に液体を撒き放火。座席や床の一部を焼いたがすぐに消火され、負傷者はなかった。男は新八代駅で通報により乗り込んだ八代署署員に逮捕された。容疑者は同年10月31日に発生した京王線刺傷事件を模倣したとの供述をしている[15]。2022年5月24日、熊本地裁は男に対し、威力業務妨害と器物損壊の罪で懲役2年6月、保護観察付き執行猶予4年の判決を言い渡した[16]。

## 車内販売
山陽新幹線内
開業から約1か月間は、JR西日本の子会社であるジェイアール西日本フードサービスネット (FSN) に所属する300人の山陽新幹線パーサー（車内販売員）から選抜された120名が、ピンクのスカーフを巻き「さくらクルー」としてサービスが提供された。2012年現在は同区間内の他列車と同じく、一般のFSNパーサーが乗務する。2021年2月1日以降休止していたが、2022年3月12日のダイヤ改正をもって復活されないまま廃止となった。
九州新幹線内
博多 - 鹿児島中央間運転（山陽新幹線からの直通列車を含む）の大半の列車でJR九州の客室乗務員により車内販売が行われていたが、2019年3月15日に廃止された。
山陽新幹線・九州新幹線共通
N700系の3号車と7号車、800系の4号車の熊本・鹿児島中央側のデッキに、飲料の自動販売機が設置されている。

## 車内チャイム
JR西日本所属の編成は「いい日旅立ち・西へ」、JR九州所属編成は向谷実作曲によるチャイムを使用している。JR九州所属の編成では、博多駅・熊本駅・鹿児島中央駅を発着した際は、ほかの駅と異なるチャイムが使用されている。それ以外の駅では途中駅と始発終着駅の区別なく同じチャイムが用いられている。